# Liste der Baudenkmäler in Hitzhofen

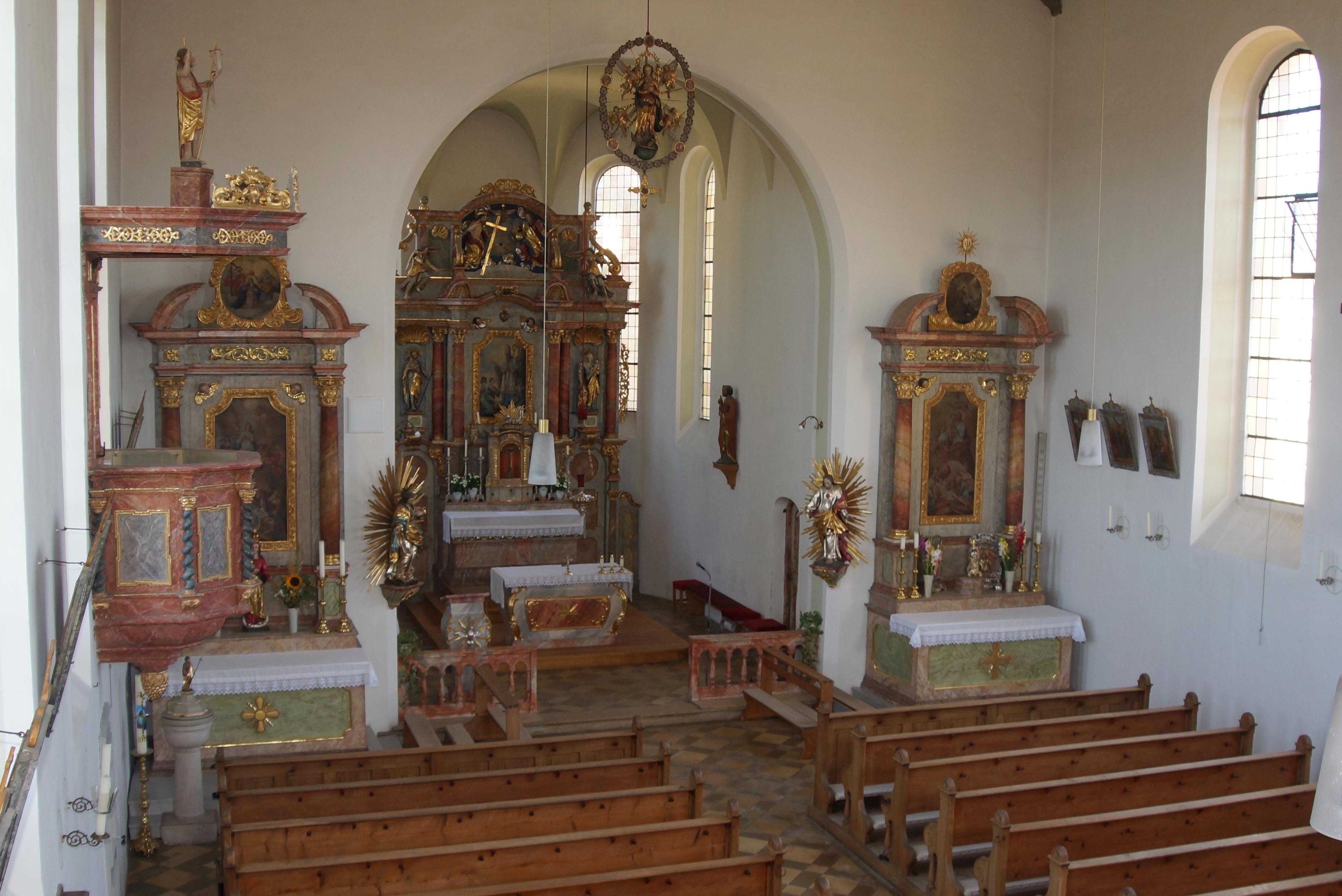
Innenraum von St. Nikolaus in Hofstetten

Auf dieser Seite sind die Baudenkmäler in der oberbayerischen Gemeinde Hitzhofen zusammengestellt. Diese Tabelle ist eine Teilliste der Liste der Baudenkmäler in Bayern. Grundlage ist die Bayerische Denkmalliste, die auf Basis des Bayerischen Denkmalschutzgesetzes vom 1. Oktober 1973 erstmals erstellt wurde und seither durch das Bayerische Landesamt für Denkmalpflege geführt wird. Die folgenden Angaben ersetzen nicht die rechtsverbindliche Auskunft der Denkmalschutzbehörde.

## Baudenkmäler nach Gemeindeteilen

### Hitzhofen
| Lage                                                                          | Objekt                                     | Beschreibung | Akten-Nr.              | Bild |
| ----------------------------------------------------------------------------- | ------------------------------------------ | --- | ---------------------- | --- |
| Hauptstraße 16 (Standort)                                                     | Kapellennische                             | 18./19. Jahrhundert; mit Ausstattung | D-1-76-132-5 Wikidata  | BW |
| Kapellenring (bei der Hochstraße) (Standort)                                  | Kriegerkapelle                             | Mansarddachbau mit Zwiebeldachreiter und neobarocker Fassadengliederung, 1935 erbaut; mit Ausstattung                                                                                  | D-1-76-132-3 Wikidata  | [[Vorlage:Bilderwunsch/code!/C:48.85136,11.3189!/D:Kapellenring (bei der Hochstraße), Kriegerkapelle!/\|BW]]            |
| Kapellenweg (Standort)                                                        | Wegkreuz                                   | Steinpfeiler mit Eisenkreuz, bezeichnet mit dem Jahr 1867 | D-1-76-132-6 Wikidata  | BW |
| Kirchweg (Standort)                                                           | Katholische Filialkirche Mariä Heimsuchung | ehemalige Pfarrkirche, Saalkirche mit Steildach, im Kern Ende 12. Jahrhundert, Chorturm ausgebaut mit Fingergiebel 1596, Langhaus von Gabriel de Gabrieli 1722 erbaut; mit Ausstattung | D-1-76-132-1 Wikidata  | weitere Bilder |
| Mühlthaler Straße (bei der Lilienstraße) (Standort)                           | Mühltaler Kapelle                          | Wegkapelle, neuromanisch, 1853 erbaut, 1980 erneuert; mit Ausstattung | D-1-76-132-4 Wikidata  | [[Vorlage:Bilderwunsch/code!/C:48.84771,11.31489!/D:Mühlthaler Straße (bei der Lilienstraße), Mühltaler Kapelle!/\|BW]] |
| Östlich an der Straße von Hitzhofen nach Eitensheim in Windschutzpflanzung () | Grenzstein                                 | mit fürstbischöflichem Wappen, bezeichnet mit „1615“ | D-1-76-126-27 Wikidata | |

### Hofstetten
| Lage                                              | Objekt                                | Beschreibung | Akten-Nr.              | Bild                                                                                                |
| ------------------------------------------------- | ------------------------------------- | --- | ---------------------- | --------------------------------------------------------------------------------------------------- |
| Schloßstraße (bei Nr. 27) (Standort)              | Wegkapelle                            | 18./19. Jahrhundert; mit Ausstattung; mit angrenzenden Mauern | D-1-76-132-11 Wikidata | [[Vorlage:Bilderwunsch/code!/C:48.872402,11.327116!/D:Schloßstraße (bei Nr. 27), Wegkapelle!/\|BW]] |
| Schloßstraße 1 (Standort)                         | Ehemaliger Pfarrhof                   | Großer zweigeschossiger Flachsatteldachbau, ehemals mit Kalkplattendach und eingelassenem Wappenstein bezeichnet mit dem Jahr 1616 | D-1-76-132-8 Wikidata  | BW                                                                                                  |
| Schloßstraße 2 (Standort)                         | Katholische Pfarrkirche St. Nikolaus  | Saalkirche mit Steildach, Neubau von Friedrich Niedermeier unter Einbeziehung des Turmerdgeschosses und Teile des Vorgängerbaus, 1895 und Folgejahre, um 1935 erneuert; Turmuntergeschoss Ende 12. Jahrhundert, Oberbau barock, 18. Jahrhundert; mit Ausstattung; Auf dem Friedhof Rokoko-Grabstein Bayer, 18. Jahrhundert, neobarocker Grabstein Eichhorn, 19. Jahrhundert, Grabstein Gangauf, 19. Jahrhundert, modern erneuert | D-1-76-132-7 Wikidata  | weitere Bilder                                                                                      |
| Schloßstraße 4 (Standort)                         | Ehemaliges Bauernhaus, jetzt Wohnhaus | Breitgelagerter, zweigeschossiger Massivbau mit Flachsatteldach, Kniestock und erneuertem Kalkplattendach, erbaut 1757 (Dachwerk dendrochronologisch datiert), Obergeschoss zum Schulhaus umgebaut 1862, Putzbandrahmung aus jüngerer Zeit | D-1-76-132-16 Wikidata | Ehemaliges Bauernhaus, jetzt Wohnhaus                                                               |
| Schloßstraße 13 (Standort)                        | Ehemaliges Kleinbauernhaus            | Erdgeschossiger Flachsatteldachbau mit Kniestock, überwiegend in verputztem Fachwerk, um 1745 (dendrochronologisch datiert) | D-1-76-132-17 Wikidata | BW                                                                                                  |
| Schloßstraße 19 (Standort)                        | Ehemaliger Bauernhof                  | Seit 1986 Jura-Bauernhof-Museum, hakenförmige Anlage; zweigeschossiges Wohnstallhaus mit Flachsatteldach und Kalkplatten, Segmentbogenfenstern und hölzernem Türstock, erste Hälfte 19. Jahrhundert im Kern vermutlich 16. Jahrhundert; Wirtschaftsgebäude mit Kalkplattendach und segmentbogiger Toreinfahrt, erste Hälfte 19. Jahrhundert; Hofmauer mit Einfahrt | D-1-76-132-9 Wikidata  | Ehemaliger Bauernhof                                                                                |
| Schloßstraße 28 (Standort)                        | Schloss Hofstetten                    | Ehemaliges Fürstbischöfliches Jagdschloss, Weiherhausanlage, im Kern 12. Jahrhundert, 1466 baulich erweitert, seit 1722 fürstbischöfliches Forstamt, nach 1855 Königlich-Bayerisches Forstamt, jetzt in Privatbesitz; Dreigeschossiger schlichter Dreiflügelbau, um einen Innenhof platziert, wohl von Jakob Engel 1694 erbaut, Instandsetzung und Fassadenmalerei 2005, mittelalterlicher Bergfried an der Südseite erhalten; Ringmauer mit drei Ecktürmen als Terrassenfuttermauer teilweise rekonstruiert, im Kern 17. Jahrhundert, verändert im 19./20. Jahrhundert; Schlossgartenummauerung, um 1700 errichtet, ungefähr 1995 erneuert und ergänzt; Ehemaliger fürstbischöflicher Zeug- und Getreidestadel, erdgeschossiger Walmdachbau mit Kalkplattendach (1981 erneuert), um 1750 errichtet, im 19./20. Jahrhundert baulich verändert | D-1-76-132-10 Wikidata | BW                                                                                                  |
| An der Straße nach Pfünz, am Beginn des Waldes () | Bildstock                             | Wohl 17. Jahrhundert nicht nachqualifiziert, im Bayerischen Denkmal-Atlas nicht kartiert | D-1-76-132-14          | |
| Hofstettner Forst (Standort)                      | Judenstein                            | Steinkreuz, mittelalterlich; an der Straße nach Gungolding zwischen Km 8 und 8,5 | D-1-76-132-13 Wikidata | BW                                                                                                  |
| Nähe Staatsstraße (Standort)                      | Kalksteinpfeiler                      | Kalksteinpfeiler (erneuert) mit gusseisernem Kruzifix, bezeichnet mit dem Jahr 1847; an der Staatsstraße 2336 nach Gungolding | D-1-76-132-15 Wikidata | BW                                                                                                  |
| Wattenhoferschlag; östlich des Ortes (Standort)   | St. Veit                              | Feldkapelle, neu erbaut an Stelle einer mittelalterlichen Kapelle und Klause bei dem ehemaligen Ort Wattenhofen, modern bezeichnet mit dem Jahr 1850 | D-1-76-132-12 Wikidata | BW                                                                                                  |